# 130er-Denkmal am Kellerkopf

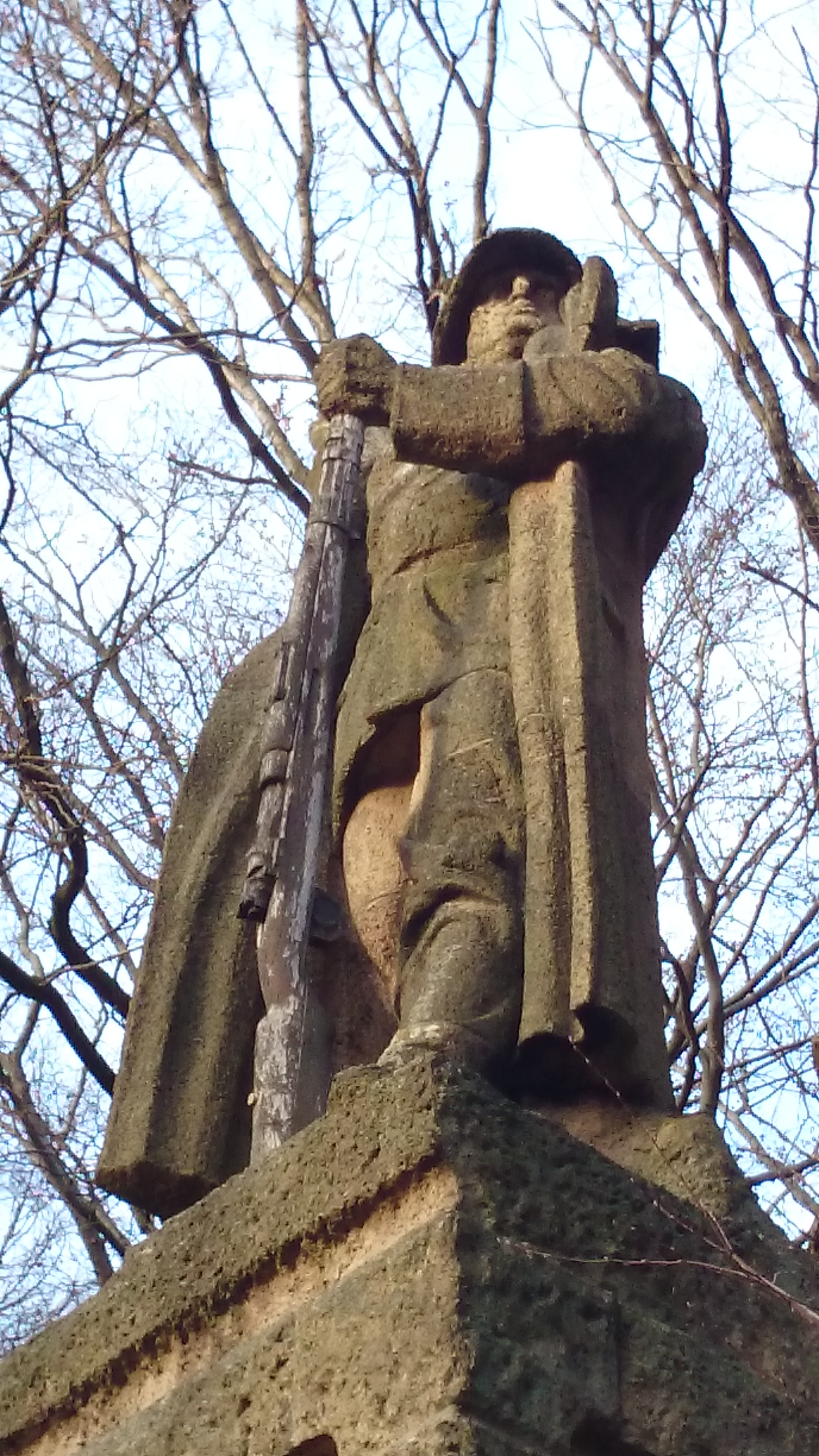
Soldatenfigur

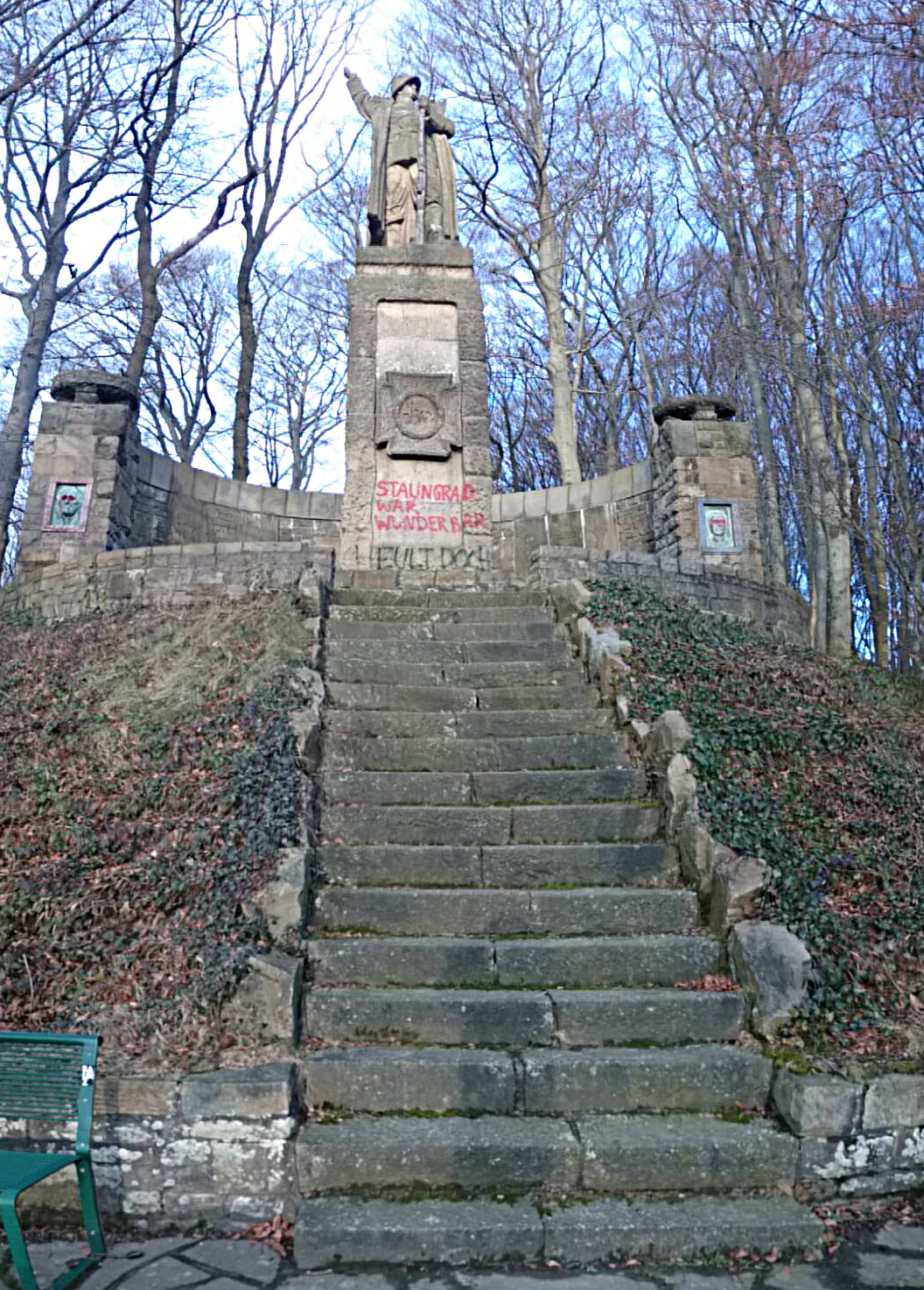
130er-Denkmal von vorne

Das 130er-Denkmal am Kellerkopf, im Volksmund auch Kellerkopfdenkmal genannt, befindet sich im Ortsteil Hengsen der Gemeinde Holzwickede, nahe der Grenze zu Geisecke und Dortmund-Lichtendorf. Das monumentale Gedenkmal erinnert an die im Ersten Weltkrieg gefallenen Soldaten des 1. Lothringischen Infanterie-Regiments Nr. 130 und ist ein bedeutendes Zeugnis der Erinnerungs- und Gedenkkultur des frühen 20. Jahrhunderts.

## Geschichte
Das Denkmal wurde zwischen 1926 und 1929 erbaut und am 1. September 1929 feierlich eingeweiht. Es wurde vom „Reichsbund ehem. 130er e. V.“, einem Veteranenverband des 1. Lothringischen Infanterie-Regiments Nr. 130, gestiftet, um den rund 5000 gefallenen Regimentsangehörigen, darunter viele einheimische Soldaten, zu gedenken. Die Gestaltung des Denkmals folgt dem Zeitgeist und wurde von dem Berliner Bildhauer Fritz Richter-Elsner entworfen.
Die Hauptfigur des Denkmals, ein steinerner Infanterist, blickt nach Metz, der ehemaligen Heimatstadt des Regiments, und schwört ihr auch in der Zeit nach dem Ersten Weltkrieg, als Elsaß-Lothringen durch den Versailler Vertrag 1919 und den Vertrag von Locarno 1925 an Frankreich abgetreten wurde, Treue.

## Bauwerk und Gestaltung
Das Denkmal besteht aus einem monumentalen Infanteristen, der auf einem Sockel steht. Der Infanterist wurde aus Stein gearbeitet, wobei der Gestein aus einem Eifelkrater bei der Abtei Maria Laach stammt, während weiteres Steinmaterial aus dem Regenbogen-Steinbruch in Opherdicke bezogen wurde.
Das Denkmal wurde in der Tradition des frühen 20. Jahrhunderts als Symbol für den militärischen Ehrenmut und die Opferbereitschaft der Soldaten errichtet. Es steht jedoch heute nicht mehr in einer militaristischen Tradition, da der Förderverein zur Erhaltung und Pflege des 130er Denkmals, der sich um die Instandhaltung des Denkmals kümmert, alljährlich ein Friedensfest veranstaltet, das an die Bedeutung des Friedens erinnert.

## Bedeutung des Denkmals
Das 130er-Denkmal am Kellerkopf erinnert nicht nur an die gefallenen Soldaten, sondern auch an die Geschichte des Regiments und der Region. Der Blick des Infanteristen nach Metz, die ehemals deutsche Stadt, stellt einen stillen Protest gegen den Verlust von Elsaß-Lothringen dar, der durch die Friedensverträge nach dem Ersten Weltkrieg herbeigeführt wurde.
Trotz seiner ursprünglichen militärischen Bedeutung hat sich das Denkmal heute zu einem Ort des Gedenkens und der Besinnung auf den Frieden entwickelt. Der jährliche Friedensgottesdienst und die Veranstaltungen des Fördervereins bringen Menschen zusammen, um über die Schrecken des Krieges und die Notwendigkeit des Friedens nachzudenken.